# Mimoides thymbraeus
Espèce
Mimoides thymbraeus ou Machaon à croissants blancs est une espèce d'insectes lépidoptères (papillons) qui appartient à la famille des Papilionidae, à la sous-famille des Papilioninae et au genre Mimoides.

## Dénomination
Mimoides thymbraeus a été décrit par l'entomologiste français Jean-Baptiste Alphonse Dechauffour de Boisduval en 1836 sous le nom de Papilio thymbraeus.
Synonyme : Eurytides thymbraeus.

### Sous-espèces
- Mimoides thymbraeus thymbraeus; présente au Mexique et au Salvador.
- Mimoides thymbraeus  aconophos (Gray, [1853]); présente au Mexique[1], parfois considérée comme une espèce distincte[2].

### Nom vernaculaire
Mimoides thymbraeus se nomme White-crescent Swallowtail en anglais.

## Description
Mimoides thymbraeus est un papillon noir aux ailes antérieures à bord externe concave et aux ailes postérieures à bord externe festonné qui portent chacune une fine longue queue. Le dessus est marron iridescent avec aux ailes postérieures une double ligne submarginale de chevrons rouge.

## Écologie et distribution
Mimoides thymbraeus présent au Mexique, au Honduras au Guatemala et au Salvador.

### Protection
Pas de statut de protection particulier.